# Kerstin Andræ
Kerstin Andræ, ogift Berg, född 5 november 1915 i Sankt Matteus församling i Stockholm, död 26 november 2010 i Oscars församling i Stockholm, var en svensk konstnär.
Andræ var dotter till historikern Tor Berg och Greta Bonnier samt barnbarn till Fridtjuv Berg och Karl Otto Bonnier. Hon var brorsdotter till Yngve Berg, systerdotter till Tor, Åke, Gert och Kaj Bonnier samt moster till Cecilia Hagen.
Hon var utbildad för Lennart Rodhe vid Académie Libre i Stockholm 1947–1948 och kom att verka inom måleri, textilkonst och skulptur. Hon utförde "bilderboksklara landskapsskildringar i bildvävar" och "psykologiskt inträngande porträttskulpturer" enligt Natur och Kulturs konstnärslexikon. Hon hade olika separatutställningar i Stockholm under åren 1954 till 1987 och är representerad vid Statens konstråd, Umeå universitet, Värmlands museum samt landsting, däribland Sankt Görans sjukhus i Stockholm.
Kerstin Andræ gifte sig 1939 med Staffan Andræ (1916–1996), son till biskop Tor Andræ. Makarna fick barnen Christer (född 1939), Héléne (född 1941) och Lars (född 1945). Dottern Héléne, som blev förlagsredaktör, gifte sig med Göran Elwin och sedan med Jan Håkansson; hon är mor till Cissi Elwin Frenkel.
Kerstin Andræ är begravd på Galärvarvskyrkogården i Stockholm.